# Europees kampioenschap basketbal mannen 1985
Eurobasket 1985 is het 24e gehouden Europees Kampioenschap basketbal. Eurobasket 1985 werd georganiseerd door FIBA Europe. Twaalf landen die ingeschreven waren bij de FIBA, namen deel aan het toernooi dat gehouden werd in juni 1985 in West-Duitsland. Het basketbalteam van de Sovjet-Unie won in de finale van het toernooi met 120-89 van Tsjechoslowakije, waarmee het de uiteindelijke winnaar van Eurobasket 1985 werd. De strijd om de derde en vierde plaats werd beslecht door Italië en Spanje. Italië won met 102-90.

## Eindklassement
1. Sovjet-Unie
2. Tsjecho-Slowakije
3. Italië
4. Spanje
5. Bondsrepubliek Duitsland
6. Frankrijk
7. Joegoslavië
8. Bulgarije
9. Israël
10. Roemenië
11. Polen
12. Nederland

| Eurobasket 1985 winnaar      |
| ---------------------------- |
| Sovjet-Unie Veertiende titel |

## Individuele prijzen

### MVP (Meest Waardevolle Speler)
- Arvydas Sabonis

### All-Star Team
- Juan Antonio Corbalán
- Dražen Petrović
- Detlef Schrempf
- Fernando Martín Espina
- Arvydas Sabonis